# Cuprum Lubin 2021-2022
Questa voce raccoglie le informazioni riguardanti il Cuprum Lubin nelle competizioni ufficiali della stagione 2021-2022.

## Organigramma societario
Area direttiva
- Presidente: Tomasz Tycel
- Team manager: Marzena Nowakowska

Area tecnica
- Allenatore: Paweł Rusek
- Allenatore in seconda: Tomasz Kowalski
- Scout man: Maciej Barczyński

Area marketing
- Responsabile marketing: Marzena Nowakowska

## Rosa
| N° | Nome                | Ruolo | Data di nascita   | Nazionalità sportiva |
| -- | ------------------- | ----- | ----------------- | -------------------- |
| 1  | Marcin Waliński     | S     | 24 ottobre 1990   | Polonia              |
| 2  | Kamil Maruszczyk    | S     | 13 gennaio 1993   | Polonia              |
| 3  | Maciej Sas          | L     | 28 agosto 1997    | Polonia              |
| 4  | Dawid Gunia         | C     | 1º gennaio 1987   | Polonia              |
| 5  | Wojciech Ferens     | S     | 5 aprile 1991     | Polonia              |
| 6  | Grzegorz Bociek     | O     | 6 giugno 1991     | Polonia              |
| 8  | Masahiro Sekita     | P     | 20 novembre 1993  | Giappone             |
| 9  | Paweł Pietraszko    | C     | 5 ottobre 1990    | Polonia              |
| 10 | Remigiusz Kapica    | O     | 29 settembre 2000 | Polonia              |
| 12 | Florian Krage       | C     | 11 gennaio 1997   | Germania             |
| 14 | Michał Gierżot      | S     | 4 ottobre 2001    | Polonia              |
| 16 | Jędrzej Kaźmierczak | C     | 23 settembre 2000 | Polonia              |
| 20 | Kamil Szymura       | L     | 29 gennaio 1999   | Polonia              |
| 94 | Przemysław Stępień  | P     | 7 febbraio 1994   | Polonia              |